# سيباستيان رودجر
سيباستيان رودجر (بالإنجليزية: Sebastian Rodger) هو منافس ألعاب قوى بريطاني، ولد في 29 يونيو 1991 في برايتون في المملكة المتحدة.

## وصلات خارجية
- سيباستيان رودجر على موقع الاتحاد الدولي لألعاب القوى (الإنجليزية)
- سيباستيان رودجر على موقع ThePowerOf10.info (الإنجليزية)
- سيباستيان رودجر على موقع الدوري الماسي (الإنجليزية)
- سيباستيان رودجر على موقع أوليمبيديا (الإنجليزية)
- سيباستيان رودجر على موقع اللجنة الأولمبية البريطانية (الإنجليزية)
- سيباستيان رودجر على موقع اتحاد ألعاب الكومنولث (مؤرشف) (الإنجليزية)